# Гомогенність фітоценозів
Гомогенність фітоценозів (англ. homogeneity від грец. homogenes — однорідний) — флористична і структурна однорідність фітоценозів. Данелія (англ. Dagnelie) сформулював наступні ознаки гомогенного угруповання: ймовірність знайти особину кожного виду постійна по всій площі спільноти, розподіл усіх видів відповідає закону розподілу Пуассона, всі види розподілені незалежно, схожість майданчиків не залежить від відстані між ними у просторі. Ці ознаки Г.ф. сформульовані занадто жорстко і тому практично неможливо знайти рослинність, яка задовольняла б їм усім одночасно, Г.ф. протиставляється гетерогенності фітоценозів.
Концепція континууму виключає абсолютну Г.ф., і віднесення спільнот до класу гомогенних або гетерогенних явищ залежить від обраного порогу. Наприклад, нерівномірність розподілу окремих видів можна розглядати як несуттєву ознаку і говорити про гетерогенність фітоценозів тільки у випадку чергування у просторі різних комбінацій видів (кореляційних плеяд). У таксономічному континуумі поняттю «Г.ф.» відповідає гомотопність фітоценонів (стосовно не до фітоценозів, а до фітоценонів). Г.ф. досліджується за допомогою індексів гомогенності.